# Mongolia (Zeitschrift)

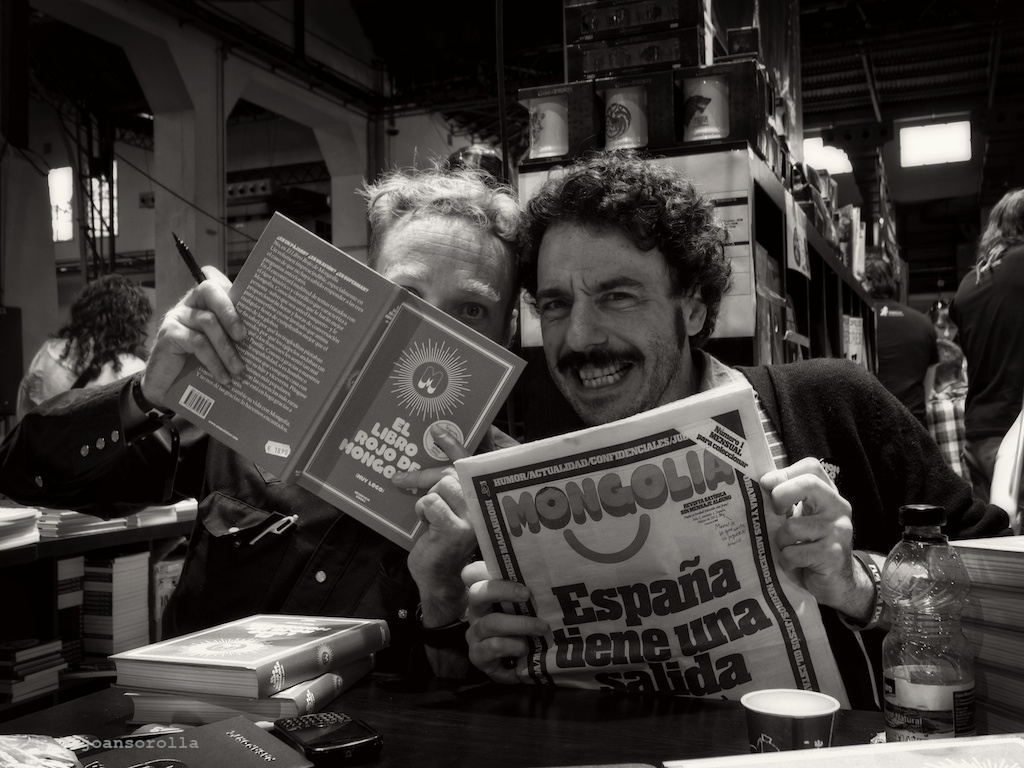
Rapa Carballo und Darío Adanti beim "Saló del Còmic de Barcelona" 2013

Mongolia ist eine spanische monatliche Satirezeitschrift, die 2012 gegründet wurde. Sie beinhaltet einen ernsten Teil (Reality news) mit Reportagen über spanische Politik. Unter den Mitarbeitern sind Mauro Entrialgo, Manel Fontdevila oder Maruja Torres.
Die Zeitschrift hat eine Auflage von 40.000 Exemplaren, davon 3000 Abonnenten.